# Triarthria legeri
Triarthria legeri är en tvåvingeart som först beskrevs av Villeneuve 1908.  Triarthria legeri ingår i släktet Triarthria och familjen parasitflugor. Inga underarter finns listade i Catalogue of Life.